# Nathalie Benoit
Pour les articles homonymes, voir Benoit.
Nathalie Benoit, née le 12 juin 1980 à Aix-en-Provence (Bouches-du-Rhône), est une rameuse d'aviron handisport française.

## Biographie
L'Aixoise professeur des écoles, atteinte d'une sclérose en plaques, réside aux Pennes-Mirabeau, près de Marseille. 
En 1997, elle termine 8e des championnats de France de pentathlon (catégorie valide) et est sélectionnée en équipe de France de basket handisport en 2007. Elle commence la pratique de l'aviron en 2008.
Elle participe aux épreuves d'aviron en catégorie bras-épaules et remporte sa première médaille paralympique aux Jeux d'été de 2012 à Londres avec une deuxième place en skiff.
En 2013, elle décide d'effectuer le trajet Paris-Lyon-Marseille à la rame.
Elle est médaillée de bronze en skiff aux Jeux paralympiques d'été de 2021 à Tokyo puis aux Jeux paralympiques d'été de 2024 à Paris.

## Palmarès

### Jeux paralympiques
- 2012 à Londres
  -  Médaille d'argent en skiff
- 2021 à Tokyo
  -  Médaille de bronze en skiff
- 2024 à Paris
  -  Médaille de bronze en skiff

### Championnats du monde
- 2022 à Račice
  -  Médaille d'argent en skiff
- 2019 à Linz (Autriche)
  -  Médaille d'argent en skiff
- 2011 à Bled
  -  Médaille d'argent en skiff
- 2010 à Karapiro
  -  Médaille d'or en skiff
- 2009 à Poznań
  -  Médaille d'argent en skiff

### Championnats d'Europe
- 2024 à Szeged
  -  Médaille de bronze en skiff
- 2020 à Poznań
  -  Médaille d'or en skiff

### Championnats de France
- Championne de France en skiff en 2010, 2011 et 2012

## Distinctions
- Chevalier de l'ordre national du Mérite (décret du 31 décembre 2012)[6]